# Rhingia chaetosa
Rhingia chaetosa är en tvåvingeart som beskrevs av Charles Howard Curran 1928. Rhingia chaetosa ingår i släktet näbblomflugor, och familjen blomflugor. Inga underarter finns listade i Catalogue of Life.